# 光英VERITAS中学校・高等学校
光英VERITAS中学校・高等学校（こうえいヴェリタスちゅうがっこう・こうとうがっこう、英: KOEI VERITAS Junior & Senior High School）は千葉県松戸市秋山に位置する男女共学の私立中学校・高等学校。校名のVERITASは、ラテン語で「真理」を意味する単語である。

## 沿革
- 1933年 - 川並香順・孝子夫妻により東京市大森区（現在の大田区）に聖徳家政学院設立。

（この間の沿革は学校法人東京聖徳学園の項を参照）
- 1982年 - 学園創立50周年記念事業として、千葉県松戸市秋山に高等学校と中学校の設置を決定。校舎建設。
- 1983年 - 聖徳学園短期大学（現在の聖徳大学短期大学部）の附属学校として、聖徳学園短期大学附属中学校・高等学校（女子校、普通科・音楽科）が開校。
- 1990年 - 聖徳大学開学にともない聖徳大学附属中学校・高等学校に改称。聖徳大学の附属学校となる。
- 1997年 - 制服を改定する（森英恵によるデザイン。先代の制服も森英恵デザイン）。
- 2003年 - 学園全体でISO9001ならびにISO14001取得。
- 2006年 - 高等学校音楽科に吹奏楽コースを新設。
- 2007年 - カリキュラムを改定する（教育組織を参照）。
- 2010年 - 聖徳大学附属女子中学校・高等学校に改称。
- 2011年 - 制服を改定する（中・高ともセーラー服になる）。
- 2013年 - S選抜クラスを設定する。
- 2021年 - 光英VERITAS中学校・高等学校に改称し、大学附属校から進学校に転換[1][2][注釈 1]。男子生徒を受け入れ、男女共学となる。制服を改定する。高等学校音楽科の生徒募集を休止[3]。

## 教育組織

### 2021年度からの教育組織
高等学校
- 普通科

中学校
- コース無し

### 2020年度までの教育組織
高等学校
- 普通科
  - S探究コース
  - LAコース
- 音楽科
  - 6つのコース（ピアノ・声楽・管弦打楽器・オルガン・作曲・吹奏楽）
- 高大連携授業 : 普通科総合進学コースの生徒は3年生になると聖徳大学で授業を受けることが可能であった。ここで取得した単位は聖徳大学の卒業に必要な単位に加えることが可能であった。

中学校
- S探究クラス
- LAクラス

## 設備
防犯設備
- 創立時から学内全域に防犯カメラがある。

主な施設
- ビブリオテーカ（図書館）
- 天文台
- 礼法室（洗心の間、礼法室1、礼法室2）
- 奏楽堂
- 校外施設（聖徳大学川並香順記念講堂、セミナーハウス『かすが荘』[4]、『山中湖荘』[5]）
- カフェテリア（食堂）[6]
- 売店
- 書道室
- ML教室
- 化学実験室
- 調理実習室
- グラウンド（トラック、野球練習場、テニスコート、天然芝ゴルフ練習場）
- 室内温水プール
- トレーニング室
- 体育館（第1、第2、第3）

## 教育
礼法教育高等学校・中学校の全学年、全学科、全コースで小笠原流礼法を週1回、1時間の必修の授業として取り入れている。

会食食育の一環として、昼食は2・3ケ月に1回ほどカフェテリアで会食（クラス全員で食事）を実施している。 その際はカフェテリアのメニューではないもの（売店で買ったお弁当やパン、家から持ってきたお弁当）を食してもよい。2020年度以前の女子校時代は全校生徒で毎日実施していた。

## 修学旅行
中学2年時にオーストラリア、高校2年時にイギリス（またはアメリカ）への修学旅行を予定している。

## 進学率
現役進学率95％前後で、4年制大学進学率85％前後

## 著名な出身者
- 山本奈知 - 元自転車、元インラインスケート選手[7][8]
- 木村彩子 - プロゴルファー[9][10]
- 忍足みかん - 作家[11]

## 交通アクセス
- 北国分駅・秋山駅から徒歩で10分。
- 松戸駅から京成バス[松51-2][松52][松54]、市川駅・市川真間駅から京成バス[市44][松54]でそれぞれ15分。バス停「聖徳学園」下車。

## 部活動
出典:★は高校のみ。
- 野球部
- サッカー部
- バレーボール部
- 陸上競技部
- 体操競技部
- バスケットボール部
- 水泳部
- バドミントン部
- ソフトテニス部
- 硬式テニス部
- バトン部
- ダンス部★
- スキー部
- ゴルフ部
- 模擬国連部
- ディベート部
- 吹奏楽部
- 管弦楽部
- マーチングバンド部
- 日本音楽部（箏曲）
- 書道部
- 放送写真部
- マイコン部★
- 礼法部
- 家政部
- 美術部
- 茶道部
- 文芸部
- 英会話部
- アニメーション部
- 科学部
- 児童文化部
- 競技かるた部
- 華道部
- インターアクトボランティア部

## 系列校
- 聖徳大学附属取手聖徳女子中学校・高等学校 - 学園創立50周年記念事業として本校とともに開設した。2011年までは制服も同じだった。2023年度から中学校は休止している。その他の系列校については下部のテンプレートを参照

## ロケが行われた映像作品
- 「古見さんは、コミュ症です。」NHK総合　2021年9月 - 11月
- 「新・信長公記〜クラスメイトは戦国武将〜」讀賣テレビ放送　2022年7月 - 9月
- 「未来への10カウント」テレビ朝日　2022年4月 - 6月
- CM「ユニクロ」2022年放送
- CM「Galaxy」2022年放送
- ZIP!「パパとなっちゃんのお弁当」日本テレビ　2023年1月 - 3月
- AKB48 61枚目シングル「どうしても君が好きだ」のミュージックビデオ　2023年4月26日発売
- 「『リバーサルオーケストラ』第4話」日本テレビ　2023年2月1日[13]
- CM「ビタミン炭酸『MATCH』」（大塚食品）2023年放送[14][15]
- CM「SEA BREEZE」（ファイントゥデイ）2023年放送[16][17]